# Нідеррід-бай-Інтерлакен
Нідеррід-бай-Інтерлакен (нім. Niederried bei Interlaken) — громада  в Швейцарії в кантоні Берн, адміністративний округ Інтерлакен-Обергаслі.

## Географія
Громада розташована на відстані близько 45 км на південний схід від Берна.
Нідеррід-бай-Інтерлакен має площу 4,3 км², з яких на 7,3% дозволяється будівництво (житлове та будівництво доріг), 21,6% використовуються в сільськогосподарських цілях, 54,9% зайнято лісами, 16,2% не є продуктивними (річки, льодовики або гори).

## Демографія
2019 року в громаді мешкало 365 осіб (+9,9% порівняно з 2010 роком), іноземців було 14,2%. Густота населення становила 85 осіб/км².
За віковим діапазоном населення розподілялося таким чином: 14,8% — особи молодші 20 років, 57,5% — особи у віці 20—64 років, 27,7% — особи у віці 65 років та старші. Було 182 помешкань (у середньому 2 особи в помешканні).
Із загальної кількості 58 працюючих 10 було зайнятих в первинному секторі, 11 — в обробній промисловості, 37 — в галузі послуг.